# Územní limity těžby hnědého uhlí na Sokolovsku
Územní limity těžby hnědého uhlí na Sokolovsku jsou závazným usnesením vlády České republiky č. 490 z roku 1991, které bylo přijato na návrh tehdejšího ministra životního prostředí Ivana Dejmala. Definuje dobývací prostory a oblasti, kde jsou zásoby uhlí odepsané.
- Jedná se o lokality: Lom Družba, Lom Jiří, Lom Medard - Libík

Hlavním důvodem jejich stanovení byla ochrana životního prostředí a krajiny v oblasti Sokolovska a lázní Karlovy Vary. Limity slouží jako vládní záruka obcím na Sokolovsku, že se nadále nebude zhoršovat jejich prostředí a že mají dlouhodobou perspektivu své existence (tj. že má cenu zde kupovat nemovitosti, stavět a opravovat domy, rekonstruovat silnice, zakládat podniky aj.).
Tyto limity blokují v sokolovské pánvi 217 mil. tun geologických zásob hnědého uhlí.

## Příčiny limitů
Během 20. století se v oblasti od Habartova až po Nové Sedlo vytěžila území o rozloze mnoha km2. Příčinou bylo dobývání hnědého uhlí, jež bylo spáleno v mnohých tepelných elektrárnách a továrnách. V 70. a 80. letech nabyla těžba masových měřítek – kvůli rozšiřování dolů byly bourány rychle celé vesnice; jejich obyvatelé získali nové bydlení v tehdy masivně budovaných panelových sídlištích.

## Prolomení limitů
Na rozdíl od severních Čech zde nebyla zatím snaha o prolomení limitů. Jediná potenciální možnost snahy o prolomení by bylo odkoupení podílu Sokolovské uhelné známým uhlobaronem Pavlem Tykačem, který vlastní polovinu Czech Coal a tlačí na prolomení limitů v severních Čechách.